# سرخیو ناوارو
سرخیو ناوارو (اسپانیایی: Sergio Navarro‎؛ زادهٔ ۲۰ فوریهٔ ۱۹۳۶) بازیکن و مربی فوتبال اهل شیلی بود.

## باشگاهی
از باشگاه‌هایی که در آن بازی کرده‌است می‌توان به باشگاه فوتبال کولو-کولو و باشگاه فوتبال یونیورسیداد شیلی اشاره کرد.

## تیم ملی
وی همچنین در تیم ملی فوتبال شیلی بازی کرده‌است.